# 缺裂报春
缺裂报春（学名：Primula souliei）为报春花科报春花属下的一个种。

## 扩展阅读
- 維基物種上的相關：缺裂报春